# Палаццо Маньяни-Ферони
Палаццо Маньяни-Ферони, Палаццо Дель Пульезе (итал. Palazzo Magnani Feroni, Palazzo Del Pugliese) — палаццо (дворец) эпохи Возрождения, расположенный во Флоренции, столице Тосканы (Borgo San Frediano 5-7), центральная Италия, построен в XV веке. Названия даны по фамилиям сменявших друг друга владельцев. Дворец возведён в чистейшем флорентийском стиле и украшен статуями, картинами и фресками, датируемыми XVI веком. Входной портал восходит к XVII веку и ведёт к железным воротам, украшенным гербом семьи Ферони: облачённая в доспехи рука, держащая меч и золотую лилию. Флорентийский дворец следует отличать от другого дворца, принадлежавшего семье Маньяни, — Палаццо Маньяни в Болонье (Эмилия-Романья).

## История
Знатная семья Флорентийской республики дель Пульезе владела резиденцией в этом районе с начала XV века и расширила её в 1428 году, приобретя восемь дополнительных небольших квартир, которые предыдущий владелец, Никколо Серраджли, уже объединил под одной крышей. Дель Пульезе помнят за их покровительство искусствам, и Джорджо Вазари писал, что в этом месте Пьеро ди Козимо нарисовал несколько историй на стенах комнаты, а Фра Бартоломео установил статую Святого Георгия на вершине лестничного пролёта.
В середине XVI века дворец был разделён на две части. Участок, ведущий к мосту, стал собственностью дель Пульезе. От эпохи семьи Пульезе на фасаде сохранился герб, рядом с гербом Ферони: завёрнутый в шесть платов красного и золотого, во главе второго изображён лев, поднимающийся из первого. В середине шестнадцатого века имение по наследству было разделено между самими дель Пульезе (которые отошли на сторону Борго-Сан-Фредиано) и маркизами Ботта, которые собрали здесь замечательную коллекцию произведений искусства. Впоследствии весь дом перешёл во владение маркиза Копполи из Перуджи.
Позднее два крыла были снова соединены, и примерно в 1770 году чрезвычайно богатый Франческо, в крещении Джузеппе, маркиз Убальдо Ферони, приобрёл дворец. Известно также, что к 1769 году были куплены дворец и несколько резиденций в районе Сан-Фредиано. Маркиз Ферони, намереваясь придать дворцу ещё больше величия, купил другие соседние дома и поручил архитектору Дзаноби Дель Россо перепроектировать фасады и перераспределить внутренние помещения. Первые работы, завершённые в 1778 году, привели к расширению двора, восстановлению парадной лестницы и добавлению новых украшений в парадные помещения на первом и втором этажах. Впоследствии, в 1783 году, маркиз Убальдо Ферони распространил свои владения вплоть до монастыря Сан-Фредиано и площади Пьяцца дель Кармине.
Во время французской оккупации Италии в период наполеоновских войн главный дворцовый корпус был сдан в аренду министру Франции. Маркизы Ферони устраивали в своём палаццо официальные вечеринки и грандиозные балы в честь официальных визитов государя или во время ежегодных мероприятий, таких как день рождения великой княгини. Когда период богатства семейства Ферони пошёл на убыль, в 1821 году после смерти Франческо Убальдо наследники сенатора уступили великолепное имение новым и не менее престижным владельцам — семье Маньяни. Наполеоновское эмбарго подтолкнуло Маньяни к рискованным, но прибыльным спекуляциям, в результате чего их собственный капитал резко увеличился и вынудил их поселиться в столице. Таким образом, они выбрали этот дворец в качестве своей резиденции, так как он был одним из самых просторных в городе.
После смены многих владельцев в наше время палаццо является отелем люкс в самом сердце Флоренции, с самой высокой панорамной террасой на крыше, с которой можно увидеть все основные памятники города.
В октябре 2017 года отель был выбран из трёх финалистов престижной премии «Condé Nast Johansens Awards 2018» за выдающиеся достижения в категории «Приз читателей». Condé Nast — одна из крупнейших мировых компаний в области средств массовой информации.

## Художественные собрания палаццо
Дворец фигурирует в списке, составленном в 1901 году Главным управлением древностей и изящных искусств, как монументальное здание, считающееся национальным художественным наследием. В Палаццо Маньяни-Ферони ранее хранилась замечательная коллекция картин, шпалер и статуй. Многие картины, находившиеся в этом палаццо, теперь принадлежат другим музеям. Среди них:
- Сандро Боттичелли. Причастие святого Иеронима (ок. 1495, ныне в Метрополитен-музее в Нью-Йорке)
- Фра Бартоломео. «Табернакль дель Пульезе» (Уффици, Флоренция)
- Картины Пьеро ди Козимо:

Первобытная охота (Метрополитен-музей, Нью-Йорк)
Возвращение с охоты (Метрополитен-музей, Нью-Йорк)
Лесной пожар (Музей Эшмола, Оксфорд)
Кузница Вулкана (Уодсворт Атенеум, Хартфорд, Коннектикут)
Вулкан и Эол. Мастера Человечества (Национальная галерея Канады, Оттава)

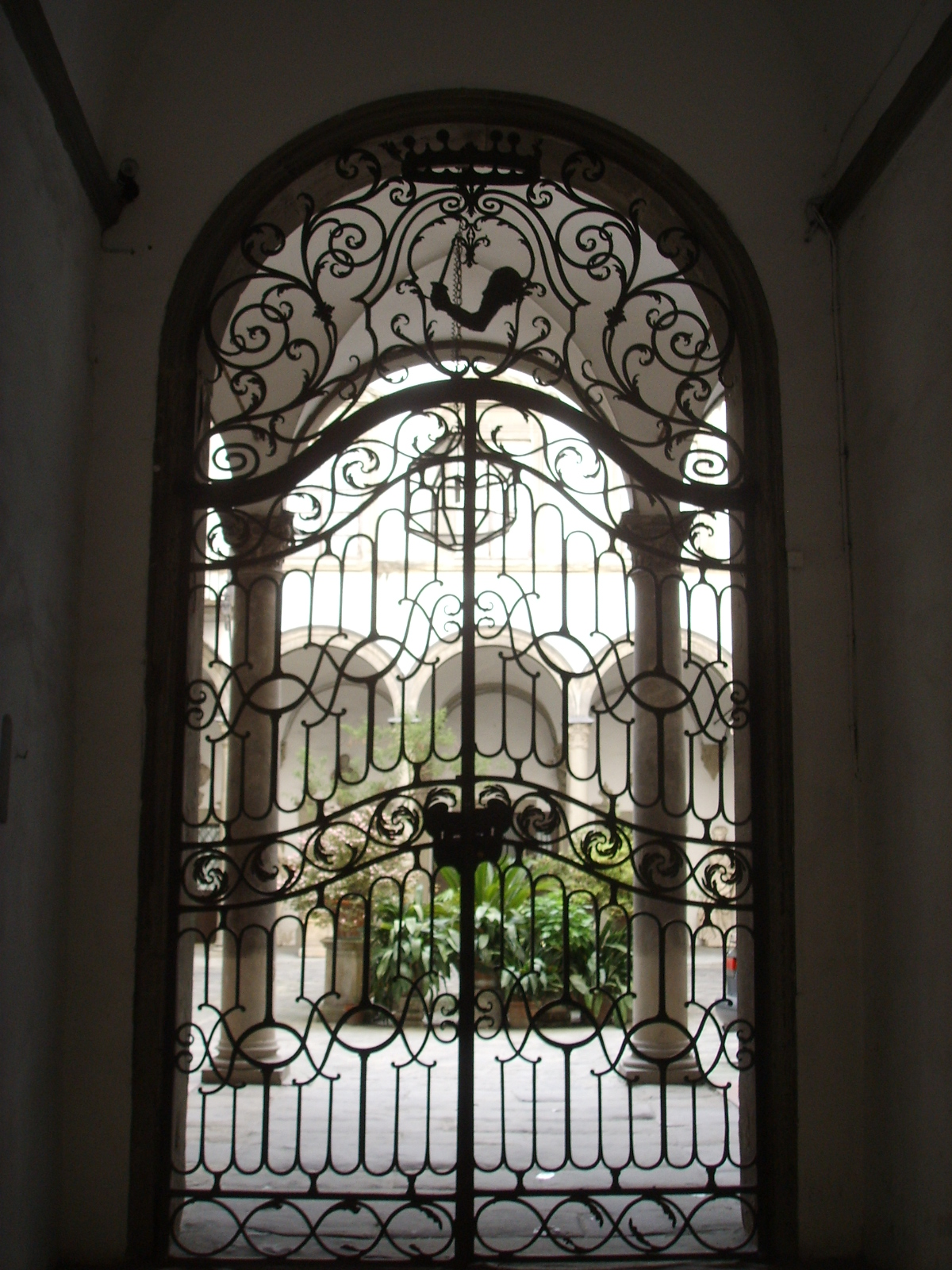
Входные ворота
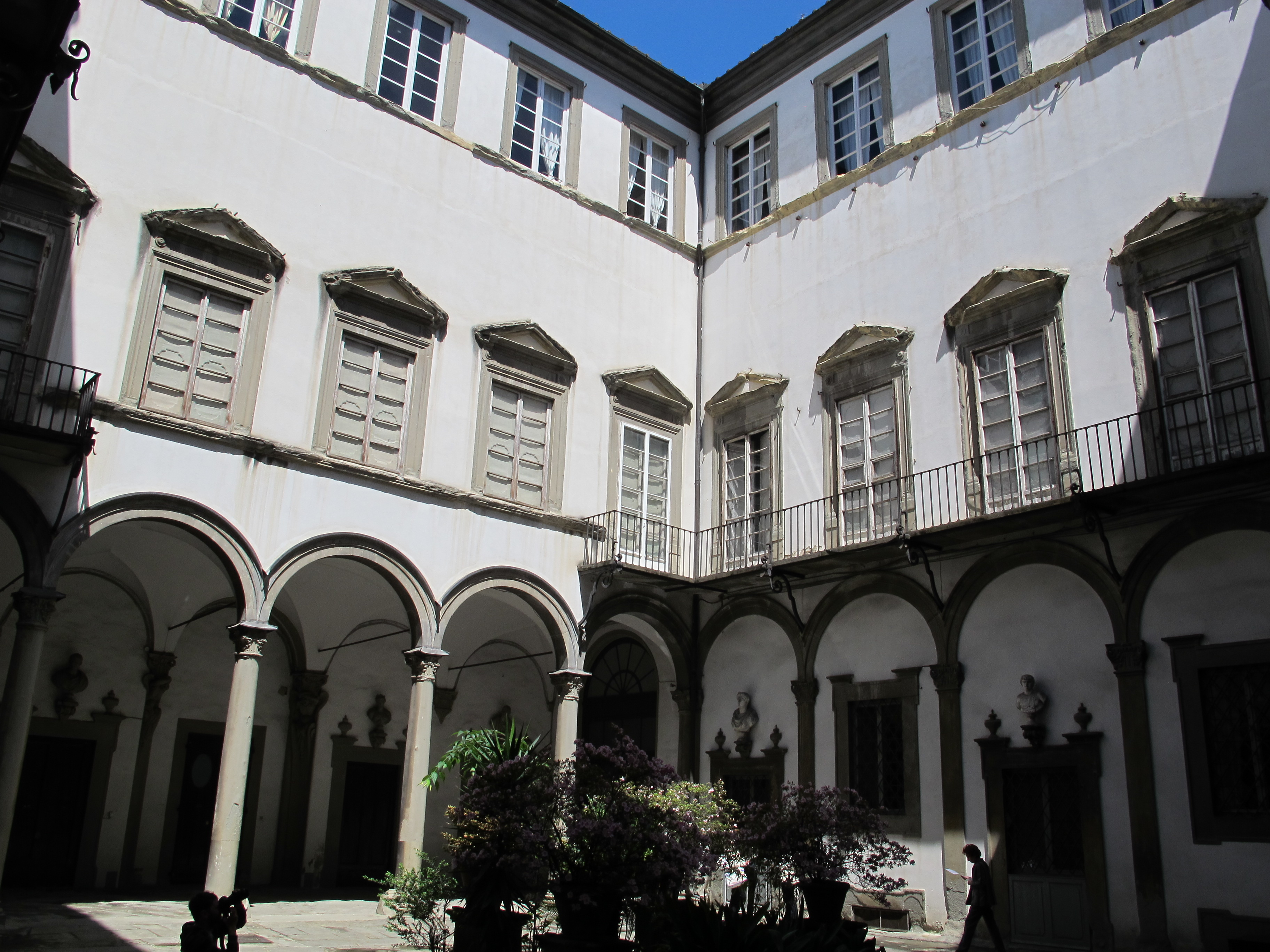
Кортиле (двор)
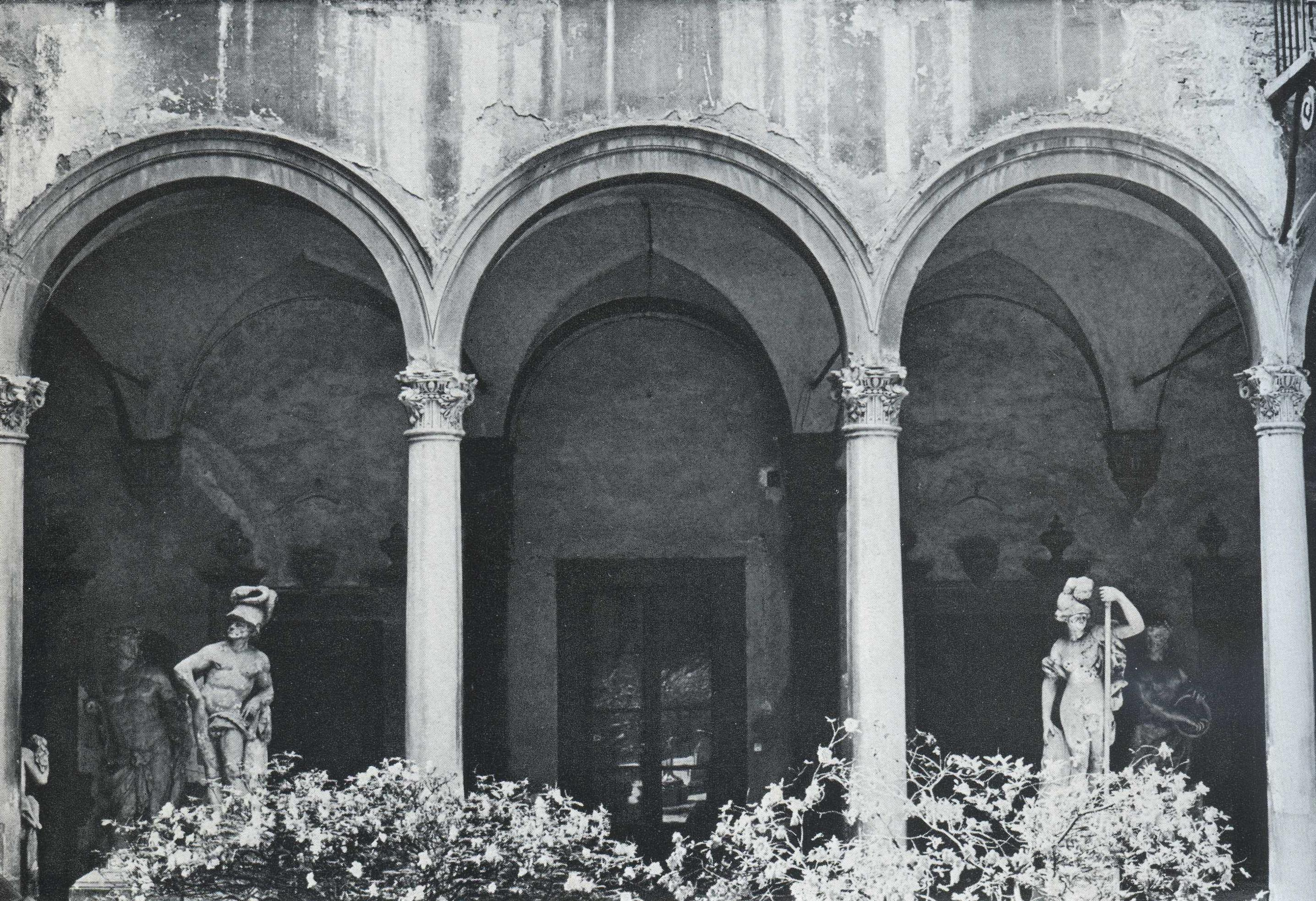
Статуи лоджии двора
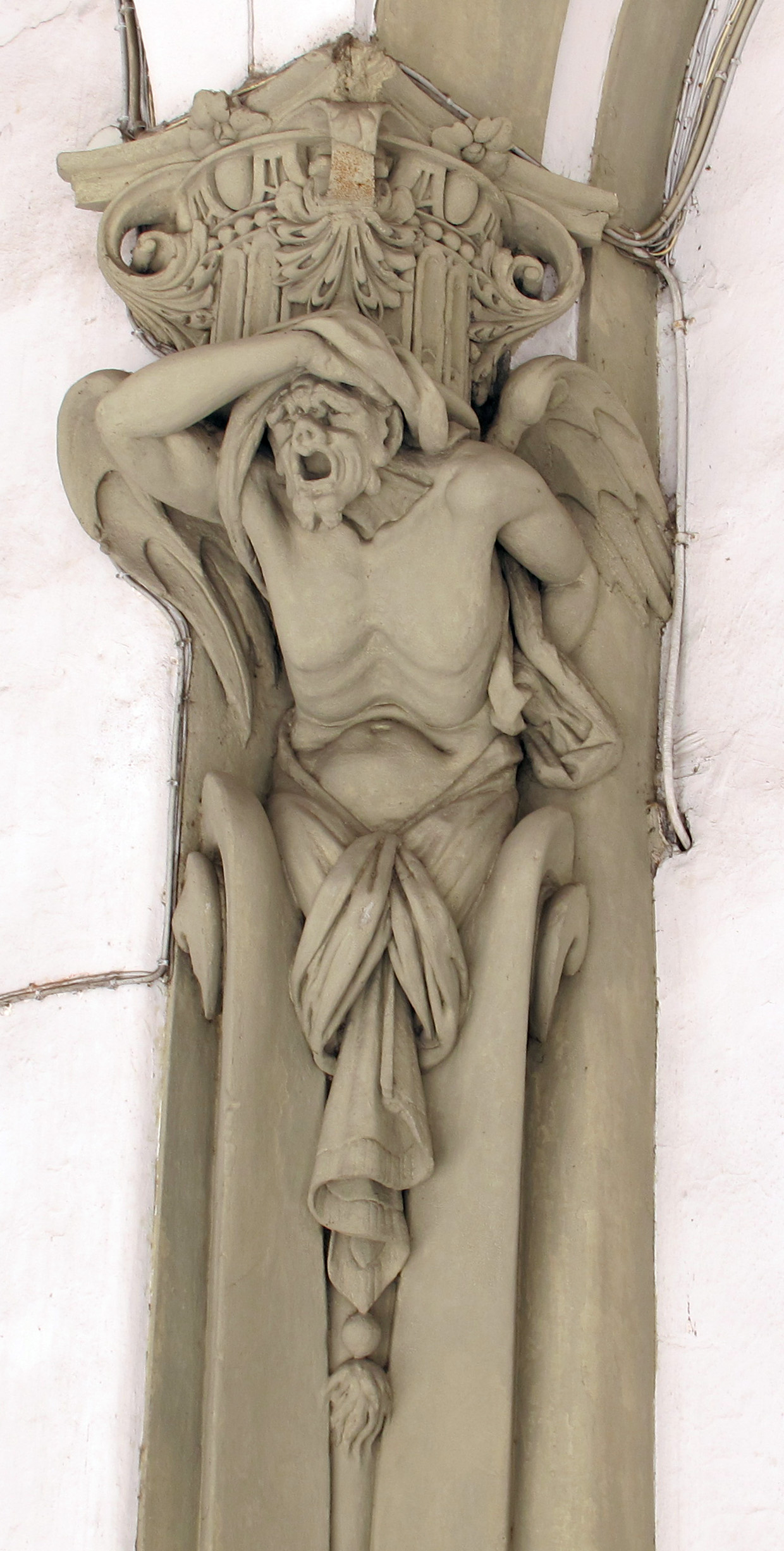
Теламон лоджии
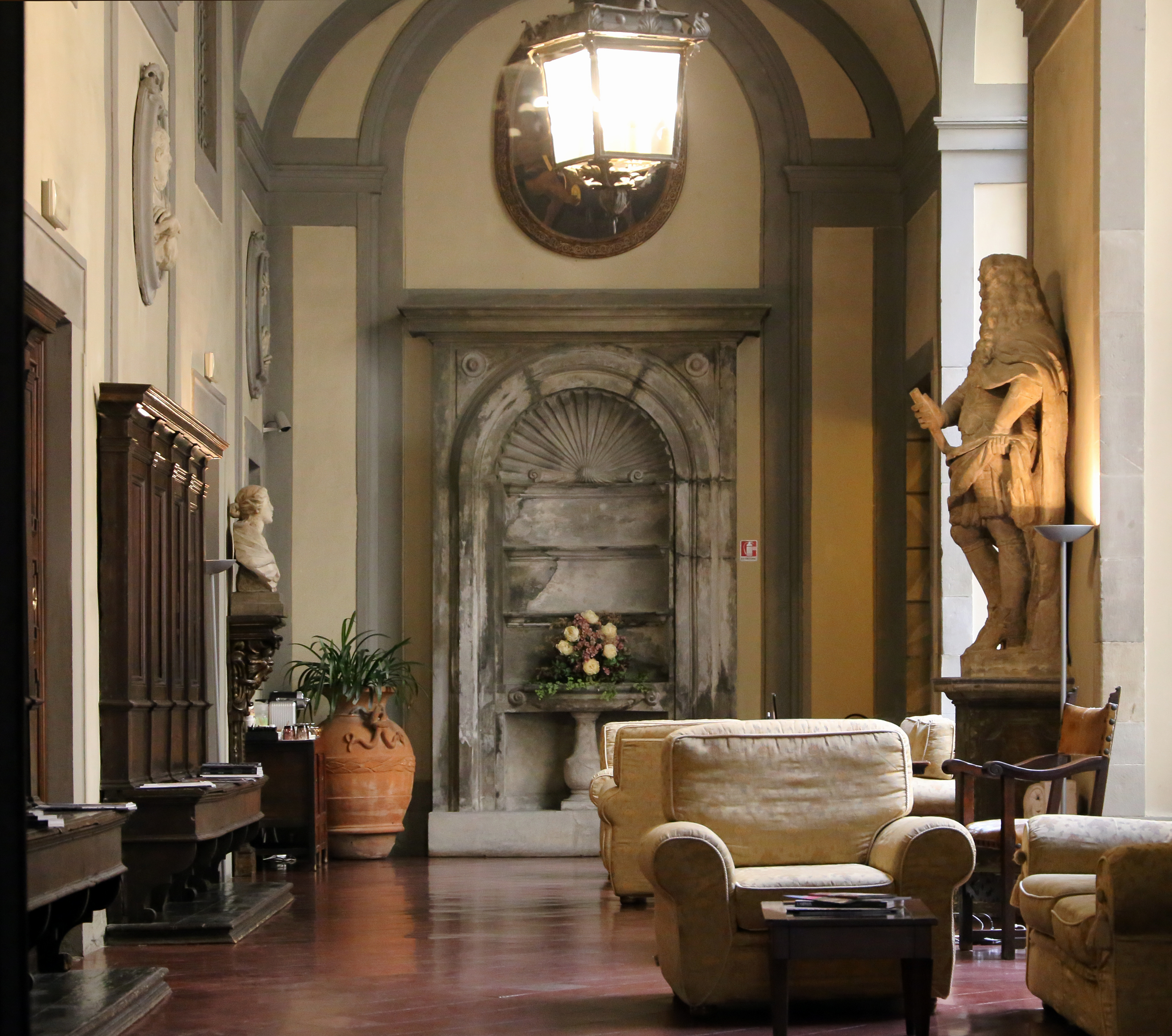
Вестибюль (вход со двора)
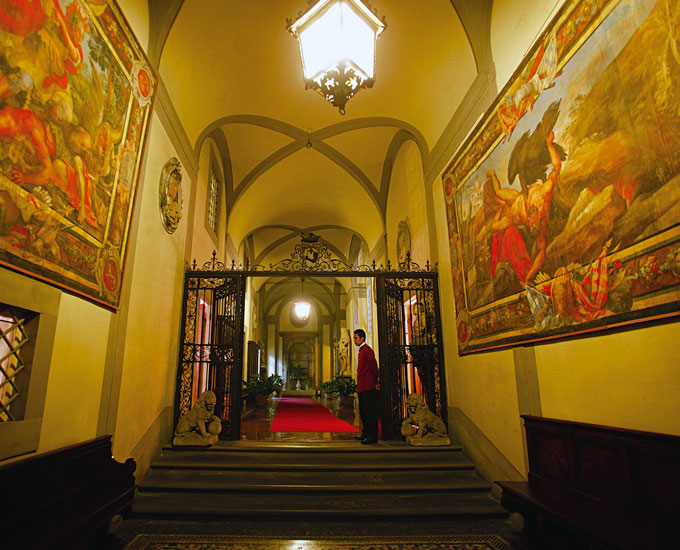
Вход в современный отель
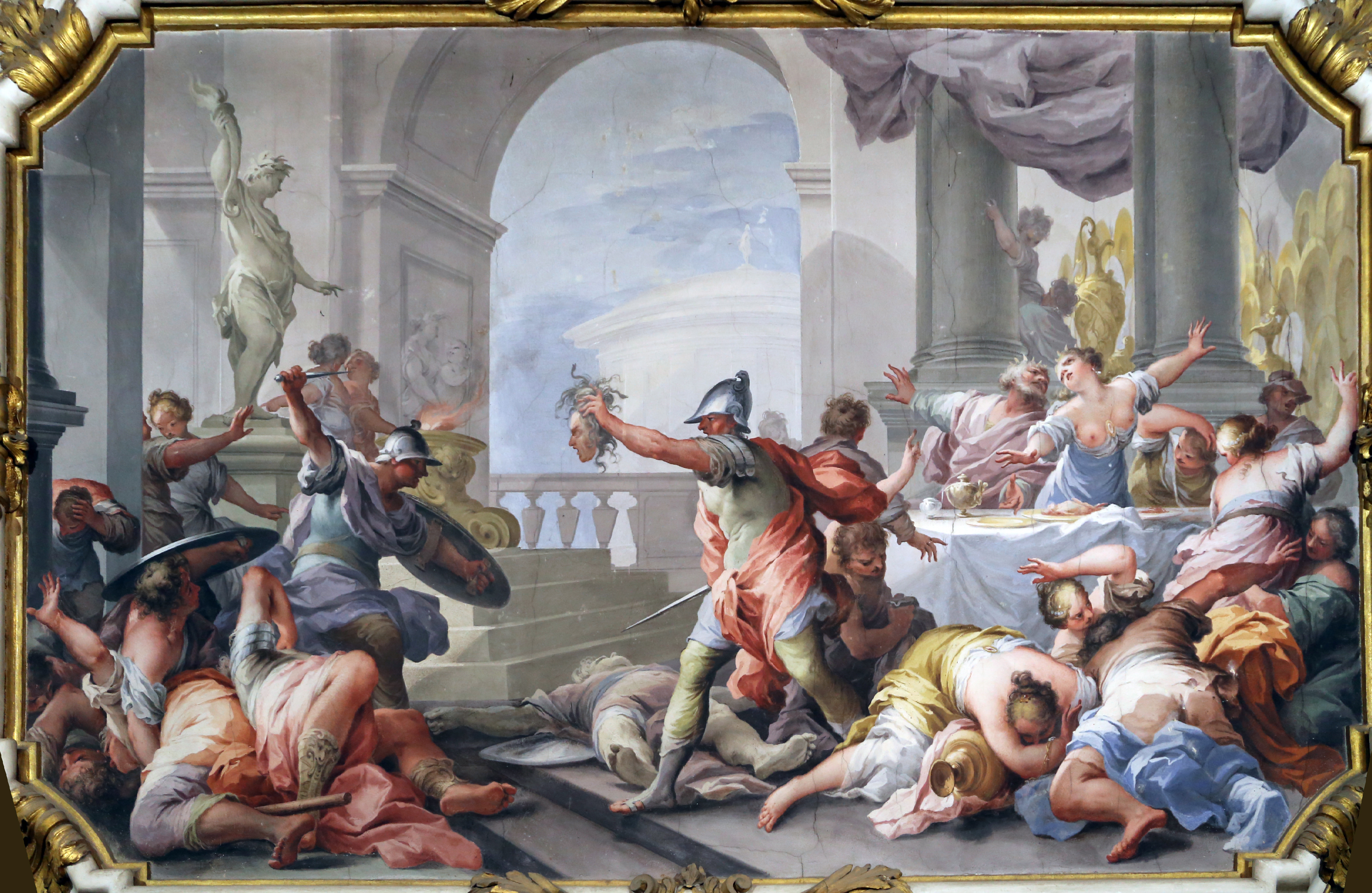
Раньери дель Паче. Персей врывается на свадьбу своей матери Данаи с Полидектом
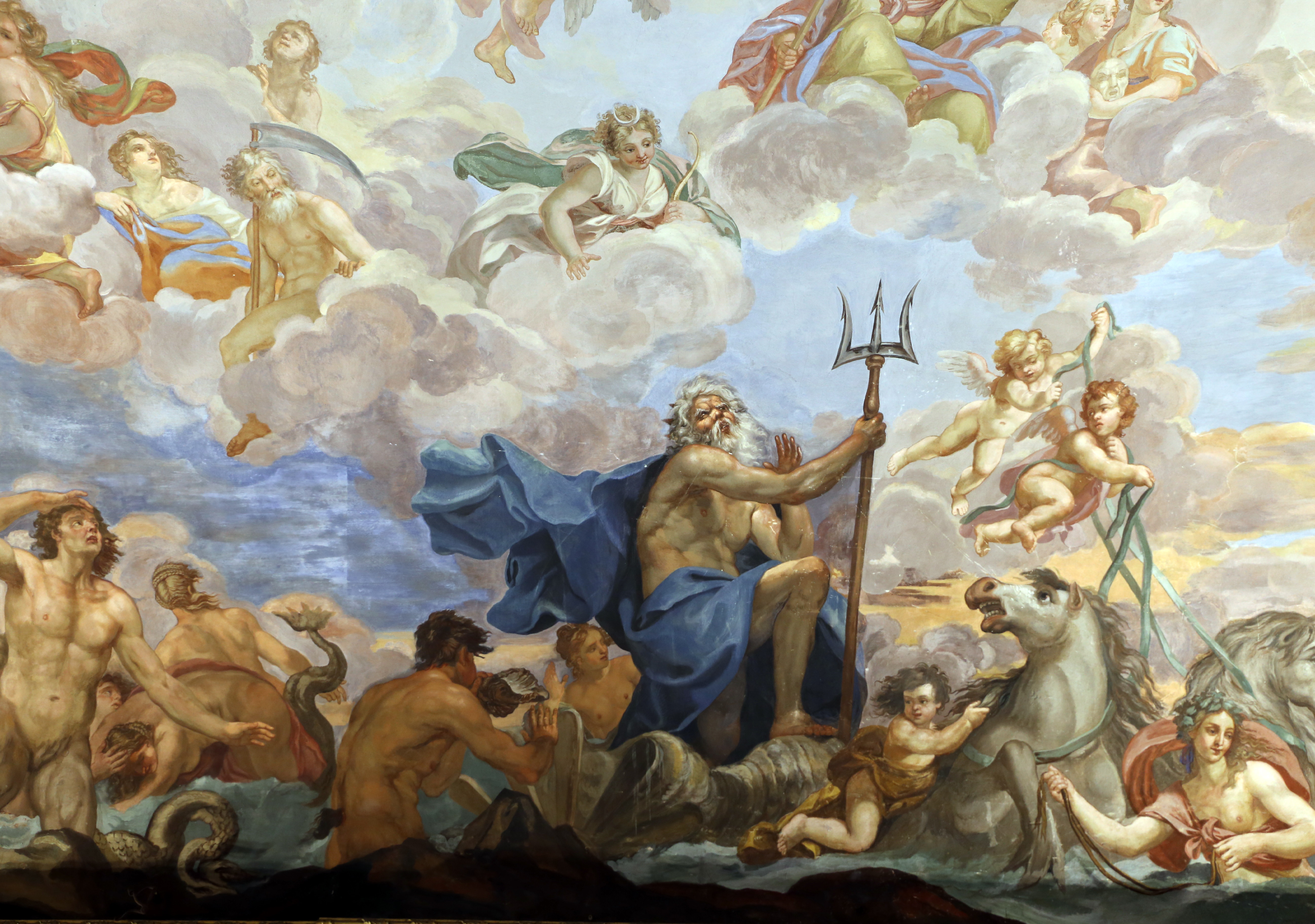
С. Пачини. Царство Нептуна